# Historia przemocy
Historia przemocy (ang. History of Violence, niem. Geschichte der Gewalt, Eine) – thriller nakręcony w 2005 roku. Wyreżyserowany przez Davida Cronenberga na podstawie powieści graficznej pod tym samym tytułem, autorstwa Johna Wagnera i Vince'a Locke'a.

## Opis fabuły
Film opowiada historię przeciętnego Amerykanina, Toma Stalla, wiodącego spokojne życie wraz z żoną i dwójką dzieci w niewielkim miasteczku Millbrook w stanie Indiana. Cicha egzystencja kończy się z chwilą, kiedy Tom w obronie własnej zabija dwóch przestępców. Jego twarz pojawia się we wszystkich mediach, zaczynają się nim interesować dziennikarze, a wraz z nimi do miasta przybywa tajemniczy mężczyzna Carl Fogarty, utrzymujący, iż Stall nie jest tym, za kogo się podaje.
Historię Toma Stalla David Croneneberg wykorzystał do pokazania, jaki wpływ na ludzkie życie ma przemoc i jak jej pojawienie się odmienia byt przeciętnej amerykańskiej rodziny. W bardzo precyzyjny sposób kanadyjski reżyser skontrastował ze sobą sielankowy obraz amerykańskiej prowincji z makabrycznymi, dosłownymi scenami przemocy, tak charakterystycznymi dla autora "eXistenz".

## Obsada
- Tom Stall – Viggo Mortensen
- Edie Stall – Maria Bello
- Carl Fogaty – Ed Harris
- Jake Stall – Ashton Holmes
- Richie Cusack – William Hurt
- Sarah Stall – Heidi Hayes
- Lisa – April Mullen